# Parlamentsvalget i Spanien 2011
Parlamentsvalget i Spanien 2011 blev afholdt søndag den 20. november 2011, hvor den 10. Cortes Generales skulle vælges. Ved valget skulle der stemmes om i alt 350 mandater til underhusets kongres og 208 af 266 mandater senatet.

## Valgresultater

### Underhuset
| Parti                             | Mandater |
| --------------------------------- | -------- |
| Partido Popular                   | 186      |
| Partido Socialista Obrero Español | 110      |
| Izquierda Unida                   | 11       |
| Unión, Progreso y Democracia      | 5        |
| Convergència i Unió               | 16       |
| Amaiur                            | 7        |
| Partido Nacionalista Vasco        | 5        |
| Esquerra Republicana de Catalunya | 3        |
| Bloque Nacionalista Galego        | 2        |
| Coalición Canaria-Nueva Canarias  | 1        |
| Coalició Compromís                | 1        |
| Foro Asturias                     | 1        |
| Geroa Bai                         | 1        |

Kun de partier som blev repræsenteret i Spaniens underhus er listet

### Senatet
| Parti                             | Mandater |
| --------------------------------- | -------- |
| Partido Popular                   | 136      |
| Partido Socialista Obrero Español | 48       |
| Convergència i Unió               | 9        |
| Entesa Catalana de Progrés        | 7        |
| Partido Nacionalista Vasco        | 4        |
| Amaiur                            | 3        |
| Coalición Canaria-Nueva Canarias  | 1        |

Kun de partier som blev repræsenteret i Spaniens senat er listet
| Valg | Spire Denne valgsartikel er en spire som bør udbygges. Du er velkommen til at hjælpe Wikipedia ved at udvide den. |